# Нелюбова, Наталья Асхатовна
Наталья Асхатовна Нелюбова (род. 8 марта 1967, Фрунзе, Киргизская ССР) — российская певица из Томска.

## Биография
Закончила геологоразведочный факультет Томского политехнического университета, работала геологом в Таджикистане.
Изначально пела в жанре авторской песни, в котором и выпустила альбом «Песни южных провинций». В 1999 году образовала группу «Наталья Нелюбова и Ко», с которой исполняет песни в стиле арт-фолк и фолк-рок на русском, арабском, тувинском и иврите. В 2005 году состоялся релиз альбома «Сомана КуКун». Название пластинки означает «Шаманское Кулайское культурное наследие». Альбом вдохновлён Кулайской археологической культурой Западной Сибири. В 2007 году выпустила диск «Кабаре серебряного века», составленный из песен Александра Вертинского и Петра Лещенко в оригинальной джазовой обработке. Дипломант международного фестиваля этнической музыки «Саянское кольцо-2008», а также фестиваля живой музыки «Устуу Хурээ» (Республика Тыва). Летом 2009 года группа совершила европейское турне. Крупнейшие концерты прошли в Таллине и Вене. Певческую манеру Нелюбовой музыкальный критик венского клуба «Порги и Бесс» (Porgy & Bess) определил словосочетанием «сибирский йодль».
С 2010 группа переименована в «Нелюбова Бэнд». В составе (на январь 2011: Наталья Нелюбова — гитара, вокал; Степан Пономарёв — скрипка, аккордеон, фортепиано; Григорий Лосенков — бас-гитара; Борис Еремеев — ударные, перкуссия.
Летом 2010 года вместе с группой Нелюбова выступила в США (Нью-Йорк, Нью-Джерси). В 2011 и весной 2012 гастролировала с сольными проектами в Германии и Франции. В конце мая 2012 года участвовала в передвижном поэтическом фестивале PlaceНигде. В 2013 году Нелюбова создала совместный проект с российским фолк-музыкантом Сергеем Старостиным. «Перевернутый мир». С 2013 по 2015 гастролировала по Европе (Франция, Германия, Чехия, Польша, Австрия). В 2016 году в Новосибирске студия Константина Хабенского в театре «Красный Факел» поставила спектакль «Жить на севере», в котором использовалась музыка из альбома «Сомана Кукун». С 2015 года работает над электронным проектом «ЭРАРЫБ» совместно с композиторами Сергеем Абиякой, Юрием Латыповым, Алексеем Лермонтовым и Григорием Лосенковым. В этом альбоме Наталья сочиняет тексты и мелодии к уже готовым электронным трекам. В 2016 году проект был показан на фестивале «Street Vision» в сопровождении струнного квартета Томской филармонии. Участвовала в проекте Томского краеведческого музея «Кулайский Джаз» совместно с музыкантами Андреем Иноземцевым, Павлом Писанко, Георгием Фефеловым, Григорием Лосенковым и Борисом Еремеевым. С 2013 года Нелюбова собирает, обрабатывает и исполняет сказки коренных народов Сибири, представляя их в программе «Безумные сибирские сказки». Данная программа была представлена в Москве, Санкт-Петербурге, Нью-Йорке, Лос-Анджелесе, Сан-Диего, Париже. В Томске эта программа играется совместно с актёром Юрием Орловым. С 2017 года работает над проектом «Прощание с русским романсом», в котором исполнение русских романсов сопровождается комментариеями, написанными в стиле рэп.
С 2016 года увлекается созданием оригинальных рукодельных изделий в технике «Patch-work».
Лауреат международного фестиваля лоскутного шитья «Душа России» в Суздале 2018 года в номинации «Сумки». Победитель томского конкурса дизайнеров «Особая Мода» в 2016, 2017 и 2018 годах.

## Дискография
- 1997 — Песни южных провинций
- 2001 — Малые этнические пляски
- 2005 — Сомана Кукун
- 2007 — Кабаре серебряного века
- 2008 — Последний концерт внутри кукушки
- 2012 — Арабские цифры (Ciphers)
- 2017 — ЭРАРЫБ (Электронный проект)

## Личная жизнь
Бывший муж — писатель Андрей Филимонов. Трое детей: Дмитрий, Варвара, Мария.